# Yamagata Aritomo
Công tước Yamagata Aritomo (山縣 有朋 (Sơn Huyện Hữu Bằng) 14 tháng 6 năm 1838 – 1 tháng 2 năm 1922), Nguyên soái Lục quân Đế quốc Nhật Bản và hai lần làm Thủ tướng Nhật. Ông được coi là kiến trúc sư của nền tảng chính trị quân sự của Nhật Bản hiện đại. Yamagata Aritomo có thể được xem là cha đẻ của chủ nghĩa quân phiệt Nhật. Sự ủng hộ của ông đối với các chính sách chuyên quyền và mạnh bạo đã làm xói mòn sự phát triển của một xã hội mở, và góp phần vào việc tham dự vào cuộc Chiến tranh thế giới thứ hai của Nhật Bản.

## Khởi nghiệp
Yamagata được sinh ra trong một gia đình samurai cấp thấp từ Hagi, thủ phủ của phiên Chōshū (ngày nay là tỉnh Yamaguchi). Ông đến Shokasonjuku, một trường tư của Yoshida Shōin, nơi đây ông cống hiến sức lực của mình để phát triển phong trào bí mật lật đổ Mạc phủ Tokugawa. Ông là chỉ huy của Kiheitai, một tổ chức bán quân sự theo kiểu bán phương Tây của phiên Chōshū. Trong cuộc chiến tranh Boshin, cách mạng năm 1867 và 1869 thường gọi là Minh Trị Duy Tân, ông là một sĩ quan tham mưu.
Sau sự thất bại của Mạc phủ Tokugawa, Yamagata cùng với Saigō Tsugumichi được các lãnh đạo của chính phủ mới lựa chọn đển đến Châu Âu năm 1869 để nghiên cứu hệ thống quân sự phương Tây. Yamagata giống như nhiều người Nhật khác bị ảnh hưởng mạnh mẽ bởi những thành công rực rỡ gần đây của nước Phổ trong việc tự chuyển mình từ một quốc gia nông nghiệp thành một cường quốc quân sự và công nghiệp hàng đầu. Ông đồng ý với những tư tưởng chính trị Phổ, cổ súy cho việc mở rộng lãnh thổ ra bên ngoài bằng quân đội và chính thể độc tài tại bản quốc. Khi trở về ông được yêu cầu tổ chức quân đội quốc gia Nhật Bản, và ông trở thành Bộ trưởng Bộ chiến tranh năm 1873. Yamagata hăng hái hiện đại hóa Lục quân Đế quốc Nhật Bản vẫn còn non nớt, và tổ chức nó theo kiểu quân đội Phổ. Ông bắt đầu hệ thống nghĩa vụ quân sự năm 1873.

## Sự nghiệp quân sự
Là Bộ trưởng Chiến tranh, Yamagata xây dựng nền tảng Bộ tham mưu Lục quân Đế quốc Nhật Bản, là cội nguồn của sức mạnh chính trị của Yamagata và các sĩ quan quân sự khác cho đến khi kết thúc Chiến tranh thế giới thứ hai (1939 – 1945). Ông là Tổng tham mưu trưởng trong những năm 1874-76, 1878-82, và 1884-85.
Năm 1877 Yamagata dẫn đầu Lục quân Đế quốc đã được hiện đại hóa đánh dẹp cuộc nổi dậy Satsuma do Saigō Takamori (người Satsuma) - một chí sĩ của cuộc Minh Trị Duy Tân - cầm đầu. Cuối cuộc chiến, khi cái đầu đầy thương tích của Saigo được mang đến cho Yamagata, ông ra lệnh rửa sạch nó, và giữ chiếc đầu trên tay mình như ông đang tuyên án cho một anh hùng sa ngã.
Ông cũng đề nghị Thiên hoàng Minh Trị viết Quân nhân sắc dụ, năm 1882. Chiếu thư này được xem là nền tảng đạo đức cho Lục quân Nhật Bản và lực lượng hải quân cho đến khi chúng bị giải thế năm 1945.
Yamagata được thăng hàm Nguyên soái Lục quân năm 1898. Ông thể hiện năng lực lãnh đạo của mình trên các vấn đề quân sự khi đảm nhận vai trò Bộ trưởng Chiến tranh và Tổng tư lệnh trong cuộc Chiến tranh Thanh-Nhật; là Tư lệnh của Tập đoàn quân số một trong chiến tranh Nga-Nhật; và Tổng tham mưu trưởng tại Tokyo.
Ông được coi là thủy tổ của tư tưởng chính trị và quân sự Hokushin-ron  khi ông vạch ra những nét đầu tiên của chiến lược phòng thủ quốc gia chống lại Đế quốc Nga sau Chiến tranh Nga-Nhật.

## Sự nghiệp chính trị
Yamagata là thành viên của nhóm 7 chính trị gia, sau này được gọi là genrō (Nguyên lão) thống trị chính trường Nhật Bản. Từ genrō dùng để chỉ những một tập hợp nhỏ các nhà lãnh đạo cách mạng cùng chung mục đích và những người cho đến năm 1880 đã hất cẳng hay cô lập được các nhà lãnh đạo ban đầu khác. 7 người này (thêm 2 người được chọn sau này sau khi một số trong 7 người ban đầu đã chết) lãnh đạo Nhật Bản trong nhiều năm, qua những biến chuyển to lớn từ một quốc gia nông nghiệp thành một đất nước công nghiệp và quân sự hiện đại. Tất cả các genrō đều nhiều lần làm Thủ tướng. Về mặt tổ chức, genrō không có địa vị chính thức, họ đơn giản chỉ là những cố vấn tin cẩn của Thiên hoàng. Các genrō cùng nhau đưa ra các quyết định quan trọng nhất, ví dụ như chính sách đối ngoại, chiến tranh và hòa bình, và khi nội các từ chức thì họ chọn một Thủ tướng mới. Vào thế kỷ 19, quyền lực của họ mất dần vì có những người qua đời hay bất đồng nội bộ, và quyền lực chính trị ngày càng tăng của lục quân và hải quân. Nhưng genrō vẫn có quyền lực trong việc chọn các Thủ tướng cho đến sau cái chết của genrō cuối cùng, Công tước Saionji năm 1940.
Yamagata và Itō Hirobumi là những người nổi bật nhất trong số 7 người, và sau vụ ám sát Itō năm 1909, Yamagata trở thành người đứng đầu các genrō. Nhưng Yamagata cũng có nền tảng quân sự lớn trong các sĩ quan lục quân và kẻ quân phiệt. Ông trở thành người đứng đầu của nhóm người Nhật bảo thủ. Ông không tin tưởng sâu sắc vào các cơ quan dân chủ, và ông đã giành phần còn lại của đời mình để xây dựng và bảo vệ quyền lực, đặc biệt là quyền lực chính trị, của quân đội.
Trong sự nghiệp dài và đa dạng của mình, Yamagata đã nắm giữ nhiều chức vụ quan trọng trong chính phủ. Năm 1882, ông trở thành Chủ tịch Hội đồng Lập hiến (Sanjiin) và khi là Bộ trưởng Nội vụ (1883–87) ông làm việc rất hăng say để đàn áp các đảng phái chính trị và ngăn chặn sự ủng hộ công khai trong các phong trào ruộng đất và công nhân. Ông cũng tổ chức một hệ thống hành chính địa phương, dựa trên hệ thống tỉnh-hạt-thành phố đến này vẫn được sử dụng tại Nhật Bản. Năm 1883, Yamagata được bổ nhiệm vào vị trí Chương Ấn quan, vị trí cao nhất trong hệ thống chính quyền trước khi Hiến pháp Minh Trị được ban hành năm 1889.
Yamagata trở thành Thủ tướng Nhật Bản thứ ba sau khi mở Nghị viện Hoàng gia theo quy định của Hiến pháp Minh Trị từ ngày 24 tháng 12 năm 1889 đến ngày 6 tháng 5 năm 1891. Trong nhiệm kỳ đầu của ông, Sắc dụ Giáo dục được ban hành.
Yamagata lần thứ hai nhậm chức Thủ tướng từ ngày 8 tháng 11 năm 1898 đến ngày 19 tháng 10 năm 1900. Năm 1900, trong nhiệm kỳ Thủ tướng thứ hai của mình, ông ban bố điều luật chỉ có các sĩ quan quân sự đương nhiệm mới được giữ chức Bộ trường Chiến tranh hay Bộ trường Hải quân, một điều luật cho quân đội có thể kiểm soát cấu trúc của bất kỳ nội các tương lại nào. Ông cũng đưa vào thực thi các điều luật ngăn cản thành viên của các đảng phái chính trị không được giữ những vị trí chủ chốt trong chính quyền.
Ông là Chủ tịch của Cơ mật viện trong thời gian 1893-94 và 1905-22.
Năm 1896, Yamagata dẫn đầu một phái đoàn ngoại giao đến Moskva, ký Hiệp ước Yamagata-Lobanov xác nhận quyền lợi của Nhật Bản và Nga tại Vương quốc Triều Tiên.
Yamagata được nâng lên hàng quý tộc, và nhận tước koshaku (Công tước) dưới hệ thống kazoku (Hoa tộc) năm 1907.
Từ 1900 đến 1909, Yamagata chống lại Itō Hirobumi, lãnh đạo của phe dân sự, và giành được ảnh hưởng từ người bảo trợ của mình là, Katsura Tarō. Sau cái chết của Itō Hirobumi năm 1909, Yamagata trở thành nhà chính trị giàu ảnh hưởng nhất Nhật Bản cho đến tận khi qua đời năm 1922, mặc dù ông đã rời khỏi các hoạt động chính trị sau Chiến tranh Nga-Nhật. Tuy vậy, là Chủ tịch Cơ mật viện từ 1909 đến 1922, Yamagata vẫn duy trì quyền lực đằng sau chính phủ và quyết định việc lựa chọn Thủ tướng tương lai cho đến khi qua đời.
Năm 1912, Yamagata tạo ra tiền lệ về việc quân đội có thể giải tán nội các. Một cuộc tranh cãi với Thủ tướng Hầu tước Saionji Kinmochi về ngân sách quân đội đã trở thành một cuộc khủng hoảng Hiến pháp, còn được biết đến với cái tên khủng hoảng Đại Chính sau khi Thiên hoàng Yoshihito lên ngôi. Bộ trưởng Lục quân, Tướng Uehara, từ chức khi nội các không cung cấp cho ông đủ số tiền ông cần. Saionji muốn thay thế ông ta. Luật Nhật Bản yêu cầu rằng các bộ trưởng lục quân và hải quân phải là các tướng lĩnh cao cấp và đô đốc tại nhiệm. Trong trường hợp này, tất cả các tướng quân đủ tư cách do sự xúi bẩy của Yamagata đều từ chối tham gia vào nội các Saionji, và nội các bị buộc phải từ chức.

## Đời sống cá nhân và sở thích
Yamagata là một người thiết kế vườn tài năng, và ngày nay khu vườn mà ông thiết kế vẫn được coi là kiệt tác của Nhật Bản đình viên (vườn Nhật Bản). Một ví dụ đáng chú ý là vườn của biệt thự Murin-an ở Kyoto.

## Khen thưởng
Năm 1906, Yamagata nhận Huân chương Công trạng do Vua Edward VII trao tặng. Các huân chương Nhật Bản của ông bao gồm Huân chương Diều hâu Vàng (hạng nhất), Huân chương Mặt trời mọc (hạng nhất với hoa Paulownia, dây đại kim tuyến) và Huân chương Hoa cúc.